# Rue Rachel
La rue Rachel est une voie de Montréal. 

## Situation et accès
D'orientation est-ouest, elle se trouve dans les arrondissements du Plateau-Mont-Royal et de Rosemont-La Petite-Patrie. Elle relie la rue Jeanne-D'Arc au parc Jeanne-Mance (près du parc du Mont-Royal). 
La rue Rachel est parallèle à l'avenue Mont-Royal et croise le boulevard Saint-Laurent, un peu au nord de la rue Sherbrooke.
Une piste cyclable de 3,5 kilomètres est ajouté à la rue en 1989.

## Origine du nom
Cette rue rappelle le prénom de l'une des filles du notaire Jean-Marie Cadieux de Courville (1780-1827), Rachel (1814-1879).

## Historique
En octobre 1834, la succession du Jean-Marie Cadieux de Courville fait lotir sa terre et y tracer, par l'arpenteur Charles Laurier, les rues auxquelles elle donne les noms des membres de la famille Cadieux.  Celle-ci épousa Jean-Baptiste-Chamilly de Lorimier (1808-1865), le frère cadet de François-Marie-Thomas Chevalier de Lorimier (1803-1839), qui était lui-même marié à Henriette, la sœur de Rachel. 

## Bâtiments remarquables et lieux de mémoire
- Parc Saint-Émile, à l'angle de la rue Davidson
- Église et école Saint-Louis-de-Gonzague, à l'angle de la rue Fullum
- Parc La Fontaine, entre la rue Papineau et la rue du Parc-La Fontaine
- Église Saint-Jean-Baptiste, à l'angle de la rue Drolet
- Église portugaise Santa Cruz, à l'angle de la rue Saint-Urbain
- Parc Jeanne-Mance, entre la rue de l'Esplanade et l'avenue du Parc
- Restaurant La Banquise, 994, rue Rachel Est.